# 帕蒂森 (密西西比州)
帕蒂森（英語：Pattison）是位於美國密西西比州克萊本縣的普查規定居民點。

## 歷史
帕蒂森原名馬丁（Martin），1912年改為現稱。帕蒂森的郵局自1879年營運至今。

## 人口
根據2020年美國人口普查的數據，帕蒂森的面積為2.88平方千米，皆為陸地。當地共有人口176人，而人口密度為每平方千米61.11人。